# Tour della nazionale maschile di rugby a 15 della Francia 1991
Nel 1991 la nazionale francese di rugby a 15 si reca in tour negli Stati Uniti, dove coglie due facili successi. Infine disputa un test di preparazione alla Coppa del Mondo di rugby 1991 a Cardiff.

## In Nord america
Sistema di punteggio: meta = 4 punti, Trasformazione=2 punti .Punizione e calcio da mark=  3 punti. drop = 3 punti. 
| Arbitro: | A. Adams |

| |            | |
| | mt         | Blanco 2, Courtiols Cecillon, Champ Mesnel, Saint-Andre Lafond |
| Camberabero 3 | tr         | |
| O'Brien 3 | c.p.       | Camberabero 3 |
| 15 Ray Nelson, 14 Kevin Higgins, 11 Gary Hein, 13 Mark Williams, 12 Chris O'Brien, 10 Mike de Jong, 9 Barry Daily, 8 Tony Ridnell, 7 Shawn Lipman, 6 Brian Vizard (c), 5 Bill Leversee, 4 Kevin Swords, 3 Norm Mottram, 2 Tony Flay, 1 Chris Lippert, sostituti:, 16 Eric Whitaker, 17 Pat Johnson, 18 Rob Farley, | Formazioni | 15 Serge Blanco (c), 14 Jean-Baptiste Lafond, 11 Philippe Saint-André, 13 Philippe Sella, 12 Franck Mesnel, 10 Didier Camberabero, 9 Fabien Galthié, 8 Marc Cécillon, 7 Michel Courtiols, 6 Eric Champ, 5 Olivier Roumat, 4 Jean-Marie Cadieu, 3 Philippe Gimbert, 2 Vincent Moscato, 1 Serge Simon , sostituti:, 16 Abdelatif Benazzi, 17 Jean-Francois Tordo |

| Arbitro: | A. Adams |

| |            | |
| | mt         | Blanco, Mesnel |
| | tr         | Camberabero |
| Williams | c.p.       | |
| 15 Ray Nelson, 14 Gary Hein, 11 Eric Whitaker, 13 Mark Williams, 12 Chris O'Brien, 10 Mike de Jong, 9 Barry Daily (c), 8 Tony Ridnell, 7 Rob Farley, 6 Mark Sawicki, 5 Kevin Swords, 4 Chuck Tunnacliffe, 3 Fred Paoli, 2 Pat Johnson, 1 Chris Lippert, sostituti:, 16 Joe Burke, | Formazioni | 15 Serge Blanco (c), 14 Jean-Baptiste Lafond, 11 Philippe Saint-André, 13 Philippe Sella, 12 Franck Mesnel, 10 Didier Camberabero, 9 Fabien Galthié, 8 Marc Cécillon, 7 Michel Courtiols, 6 Eric Champ, 5 Olivier Roumat, 4 Jean-Marie Cadieu, 3 Philippe Gimbert, 2 Vincent Moscato, 1 Serge Simon , sostituti:, 16 Abdelatif Benazzi, 17 Jean-Francois Tordo |

## In Galles
| Arbitro: | Jim Fleming |

| |            | |
| Collins | mt         | Camberabero, Saint-Andre Blanco |
| Ring | tr         | Camberabero 2 |
| Ring | c.p.       | Camberabero 2 |
| 15.Tony Clement, 14.Ieuan Evans (cap.), 13.Scott Gibbs, 12.Mike Hall, 11.Arthur Jones, 10.Mark Ring, 9.Robert Jones, 8.Phil Davies, 7.Richie Collins, 6.Emyr Lewis, 5.Glyn Llewellyn, 4.Kevin Moseley, 3.Laurance Delaney, 2.Garin Jenkins, 1.Mike Griffiths - Sostituti: David Evans, Luc Evans - Non entrati : Andy Booth, Martyn Morris, Ken Waters, Hugh Williams-Jones | Formazioni | 15.Serge Blanco (cap.), 14.Jean-Baptiste Lafond, 13.Philippe Sella, 12.Franck Mesnel, 11.Philippe Saint-André, 10.Didier Camberabero, 9.Henri Sanz, 8.Marc Cécillon, 7.Laurent Cabannes, 6.Michel Courtiols, 5.Thierry Devergie, 4.Olivier Roumat, 3.Pascal Ondarts, 2.Louis Armary, 1.Gregoire Lascube - Sostituti: Thierry Lacroix, Jean-Luc Sadourny - Non entrati : Fabien Galthié, Philippe Marocco, Jean-Marie Cadieu, Philippe Benetton |